# Петър Груев
 Тази статия е за българския офицер.  За общественика вижте Петър Груев (общественик).  
Петър Димитров Груев е български майор и руски генерал-лейтенант, артилерийски инженер. Участник в Руско-турската война (1877 – 1878) и Сръбско-българската война (1885).

## Биография
Роден е на 3 юли 1855 г. в с. Чемлеккьой, Бесарабия в семейството на българи, преселници от Пиротско. Учи в гимназията на гр. Николаев. Ориентира се към военното поприще и през 1877 г. завършва Второ Kонстантиновско военно училище, а през 1883 година и Михайловската артилерийска академия в Санкт Петербург.
Петър Груев участва в Руско-турската война (1877 – 1878) като ротен командир в XIV стрелкови батальон от елитната IV стрелкова бригада под командването на генерал-майор Адам Цвецински). Бие се храбро и оцелява в битките при Уфлани, при Стара Загора и под връх Шипка. Награден е с Орден „Свети Станислав“ III ст. (1878).
След Освобождението служи в Българската армия. На 7 октомври 1878 е назначен за командир на 3-та батарея от 1-ви артилерийски полк. През 1885 г. по време на Сръбско-българската война е командир на II артилерийски полк и на резерва на Сливнишката позиция. Участва в овладяването на Пирот. В края на войната е командир на III пехотна дивизия. Награден е с Орден „За храброст“ IV ст.
Началник на Военното училище в София през периода 1885 – 1886. Майор Петър Груев е сред главните организатори на преврата от 9 август 1886 г. срещу княз Александър Батенберг. След контрапреврата същата година е арестуван за кратко, а след това емигрира в Румъния. Влиза в Тайния комитет на офицерите-емигранти и взема участие в бунта на офицерите-русофили в Силистра. След неуспеха на начинанието Груев емигрира в Русия.
Служи в Генералния щаб на Руската императорска армия, достигайки звание генерал-лейтенант. През 1925 г. му е присвоено званието генерал-лейтенант на Червената армия.

## Военни звания
- Подпоручик (22 май 1877)
- Поручик (20 юли 1879)
- Капитан (20 декември 1879)